# Giorgio Santi
Giorgio Santi (Montieri, 15 aprile 1746 – Pienza, 30 dicembre 1822) è stato un naturalista, chimico, botanico, viaggiatore, geologo e zoologo italiano.
Fu professore di Scienze naturali a Pisa dal 1782 al 1822 e direttore del Museo di Storia Naturale e Prefetto dell'orto botanico di Pisa dal 1782 al 1814.

## Biografia
Nato a Montieri (diocesi di Volterra) nel 1746 dal funzionario governativo e "commissario feudale" Rutilio Santi e da Fillide Mattei di Chiusdino, dopo il giovanile trasferimento a Pienza, città che considerò la sua patria, si laureò in Medicina e Chirurgia presso l'Università di Siena l'11 e 12 agosto 1772, dopo che nel 1765 aveva acquisito l' "alunnato Mancini", istituto di beneficenza senese fondato nel secolo precedente. Fece "pratica" a Firenze presso l'Ospedale di Santa Maria Nuova sotto la guida dell'accreditato chirurgo Angelo Nannoni, che fece parte della commissione che attribuì al Santi nel 1773 l' "Alunnato Biringucci". Grazie a questo si trasferì in Francia nel corso del 1774 studiando a Montpellier e a Parigi, dove, a stretto contatto con la Legazione toscana e con il suo ruolo di tramite per conto del governo riformista granducale con l'esperienza transalpina, con Raimondo Niccoli e con Francesco Favi, con gli ambienti della fisiocrazia e della vivace stagione scientifica francese, il giovane, ben introdotto progressivamente anche nei salotti della nobiltà della capitale e nel mondo dei rapporti diplomatici, avrebbe completato la sua già solida formazione e posto le basi per la sua futura carriera. Quelli parigini furono insomma anni decisivi per il Santi, cruciali per la sua crescita intellettuale, per la scelta di dedicarsi alla Storia Naturale e alla Chimica e per il credito acquisito sul piano scientifico e personale. Con la sua capacità di instaurare relazioni significative infatti, oltre ad incrementare le sue conoscenze chimiche e nel campo della Storia naturale, rivestì col tempo la funzione di importante tramite fra l'ambiente dei riformatori toscani e l'opinione filofisiocratica europea. In contatto con gli ambienti aristocratici parigini e soprattutto con il duca de la Rochefoucauld-d'Enville, si legò in modo stretto con il mondo scientifico transalpino e, fra gli altri, con Hilaire-Marie Rouelle, démonstrateur en chimie al Jardin du Roi, Jean Darcet, animatore del laboratorio chimico del Collège de France e membro della "coterie holbachique", Claude Louis Berthollet, poi docente di Chimica all'Ecole Normale, oltre che con gli uomini di scienza italiani in quel periodo di stanza a Parigi, come Felice Fontana e Ruggero Giuseppe Boscovich, conosciuto per il tramite del segretario della Legazione toscana Raimondo Niccoli con il quale si sarebbe stabilita una solida amicizia favorita dalla coabitazione in casa del marchese di Mirabeau. Insomma nella lunga permanenza a Parigi,  Santi frequenta con assiduità i luoghi deputati alla formazione e alla didattica scientifica, approfondisce le sue conoscenze di Storia Naturale, di Medicina, di Botanica, di Mineralogia e di Chimica, guarda con insofferente sopportazione all'aggiornamento in campo medico-chirurgico, coltiva rapporti proficui con personalità di rilievo, si confronta su nuove sperimentazioni, insegna Chimica, visita città e manifatture, osserva l'attività agricola e le tecniche di coltura, annota la  costruzione di nuove macchine, apprende abitudini e usi transalpini, segue l'attività dell'Académie des sciences, redige i primi lavori. Nelle lettere a Giovanni Fabbroni, altro esponente del riformismo toscano con cui Santi stringerà a Parigi un'amicizia durata tutta la vita, molteplici sono i suoi accenni ad esempio ad un dizionario di chimica, da intendere come una rielaborazione e un aggiornamento in italiano del Dictionnaire de chimie di P. J. Macquer, la cui seconda edizione francese era stata pubblicata nel corso del 1778. Gioca a favore del giovane toscano, oltre all'adesione alla loggia massonica delle Noeuf Soeurs, nella quale non è  irrilevante la presenza di personalità di spicco del mondo scientifico francese e no, l'affettuosa protezione da parte del marchese di Mirabeau, che praticamente lo adotta, ospitandolo nella sua abitazione parigina, nominandolo di fatto medico di famiglia e presentandolo al suo largo e qualificato giro di conoscenze. Di questo Santi diviene ben presto un frequentatore abituale, a Parigi come nella residenza di campagna del marchese a Bignon (attualmente Bignon-Mirabeau), da dove il giovane non interrompe il suo carteggio personale e scientifico con gli amici e i corrispondenti abituali. fra i quali Buffon, Lavoisier e altri celebri uomini di scienza del tempo. 
La fine del settimo decennio del secolo segna anche l'inizio della "attività diplomatica" di Santi, vale a dire della sua opera informativa di carattere politico, economico e tecnologico nei confronti dell'arciduca Ferdinando, del margravio del Baden e della corona svedese. Attività di cui ci resta documentazione nel carteggio con Carl Fredrick Scheffer, con il barone di Edelsheim, ministro del margravio del Baden, e con Antonio Greppi, personalità a stretto contatto con l'amministrazione della Lombardia austriaca e con la stagione riformista teresiana. Non va dimenticato oltre a tutto che lo stesso Greppi sarà il tramite nel 1781 per la candidatura di Santi a incaricato d'affari per il ducato di Modena a Parigi, in sostituzione di Giovanni Battista Contri. Una proposta presentata da Francesco Favi e sostenuta con forza dal marchese di Mirabeau.
Nel 1782, rifiutando incarichi diplomatici di prestigio, tornò a Firenze dove il Granduca Pietro Leopoldo gli conferì l'incarico di Professore a Pisa con l'istituzione di una nuova cattedra di Scienze Naturali e Chimica e la direzione dell'Orto Botanico, che Santi contribuì a rinnovare in maniera significativa. Davvero poche le occasioni nelle quali Santi lascerà Pisa per qualche trasferta a Roma, a Firenze (spesso dall'amico Fabbroni), a Siena, a Livorno (anzi a Montenero a Villa Schubart), o a San Quirico, in visita ai parenti della moglie Anna Simonelli, sposata nel 1790) o per qualche gita in Toscana. Fanno eccezione il sicuramente il viaggio a Napoli e al Vesuvio portato a termine nell'autunno del 1786  e, nel corso degli anni della seconda dominazione francese in Toscana, con la nomina a Ispettore dell'istruzione, qualche giro nei Dipartimenti, nei centri che ospitavano stabilimenti d'istruzione. Un compito sempre svolto con impegno ma sopportato con fatica da un Santi mal disposto verso un incarico mai particolarmente ben accetto. Morì a Pienza il 30 dicembre 1822. 
Durante le "ferie universitarie" si dedicò allo studio "sul campo" degli aspetti naturalistici della sua terra, in particolare del territorio oggi corrispondente alle provincie di Siena e Grosseto, compilando interessanti resoconti dei viaggi, pubblicati a più riprese tra il 1795 e il 1806 (tre tomi).
Fu uno dei padri fondatori della Geologia come scienza autonoma e si prodigò per la diffusione e l'adozione delle nuove teorie chimiche in ambito universitario. Fu in stretto rapporto con Spallanzani, Gaetano Savi, e tantissimi altri scienziati e accademici dell'epoca. Le minute delle sue lettere e gli originali ricevuti dai suoi corrispondenti sono conservati a Siena presso la Biblioteca Comunale (BCS). L'importante carteggio con Giovanni Fabbroni è conservato a Filadelfia presso l'American Philosophical Society. Quello con il barone Hermann di Shubart, una delle frequentazioni abituali di Santi nel suo soggiorno pisano, è conservata nell’Archivio di Stato di Copenaghen. Altre missive nella Biliothèque de la guerre del Ministère de la Défense a Parigi e nella Bibliothèque d'Avignon. Inedito il consistente numero di lettere conservate presso l’Archivio di Stato di Firenze e dirette a Giuseppe Pelli Bencivenni, le trecento missive dirette fra il 1802 e il 1822 a Leopoldo Pelli Fabbroni nella Biblioteca Nazionale Centrale di Firenze, dove esistono vari altri gruppi di lettere dirette a Giovanni Fabbroni, a Francesco Del Furia, a Giuseppe Bencivenni Pelli,a Giovanni Rosini. Molte lettere al fratello Francesco Pio, futuro vescovo di Sovana, sono fra le carte conservate nella casa di Pienza. Nel "Dono Greppi" dell'Archivio di Stato di Milano è reperibile la corrispondenza di Francesco Favi con il fermiere e industriale laniero lombardo Antonio Greppi, che tratta molto spesso di Santi.
Molto della sua abbondante produzione pubblicistica è a stampa, anche se diversi materiali furono pubblicati anonimi e risultano quindi di non immediata attribuzione. In fondo non è poi così vera l'affermazione «poco stampò, benché molto scrivesse...» riferita a Santi e contenuta nella sua Necrologia apparsa sul pisano “Nuovo giornale de’ letterati" poco dopo la morte.
La sua opera maggiore e di maggior diffusione, il Viaggio al Montamiata, dopo l’edizione in italiano a Pisa nel 1795 è stata tradotta anche in francese e in tedesco agli inizi dell’Ottocento. L’opera sui Bagni pisani, pubblicata nel 1789 (Analisi chimica delle acque dei bagni pisani)  è stata ripubblicata in inglese con aggiunte da John Nott nel 1793 e, nel corso dello stesso anno, in tedesco, da Ioseph Eyerel e ancora ristampata di recente (2011). Traduzioni che anticipano di poco un’opera sul lauro regio, edita a Siena nel 1792 in forma anonima, e una più tarda recensione ai Provvedimenti annonari di Giovanni Fabbroni apparsa in due puntate sul Nuovo giornale dei letterati  (1805). Appartengono  al periodo francese di Santi le sue prime opere a stampa: la traduzione delle osservazioni sull'aria fissa di Felice Fontana nel Journal de physique, de chimie dell'abate Rozier, e quella di una memoria dello stesso Fontana sulla Tremella, un'analisi delle acque di Bains in Lorena, presentata dal segretario Condorcet alla parigina Académie des sciences, letta da Lavoisier, e la prefazione alle Réflexions sur l’état actuel de l’agriculture dell'amico Giovanni Fabbroni. Va attribuita a Santi una lettera anonima pubblicata nel Journal de physique, de chimie, d'histoire naturelle et des arts del 1789 e la lettera a William Thomson sulla nota pioggetta di sassi accaduta a Lucignano d’Asso il 16 giugno 1794, inserita nell’opera di Scipione Breislack sull’eruzione del Vesuvio e anche nella Memoria di Domenico Tata relativa allo stesso argomento, dopo essere stata edita nella romana Antologia in un articolo di Leonardo de' Vegni. Purtroppo non ci sono finora tracce di una Relazione sulla grandine di pietre sul medesimo argomento inviata da Santi a una serie di corrispondenti, fra i quali Lazzaro Spallanzani, con una lettera del luglio 1794. A meno che sotto quel titolo lo stesso naturalista di Scandiano non faccia riferimento alla lettera precedente di Santi con la relazione dell'accaduto a Lucignano d'Asso. Nello stesso contesto degli interessi geologici e mineralogici di Santi, è da lamentare la dispersione di una sua relazione sul viaggio effettuato al Vesuvio nell'autunno del 1786, citata più volte nelle biografie come esistente fra il materiale reperibile nella casa di Pienza e attestata in alcune lettere del all'amico Giovanni Fabbroni. E ancora fra le opere a stampa una Lettera del Professor Giorgio Santi a un Amico (scritta da Pienza il dì 2 Agosto 1806 e letta in Accademia) sopra i Grilli, o Cavallette.  Si tratta di una memoria relativa all’invasione delle cavallette in Toscana nel 1805 recitata ai Georgofili. Vi si cita anche un precedente lavoro del naturalista sullo stesso argomento in un giornale pisano. Va registrata tra le opere edite di Santi anche un tardo "Mémoire sur les chameaux de Pise" (in realtà dromedari), pubblicato nel 1811 negli Annales du Muséum d’histoire naturelle (1811).

## Pubblicazioni

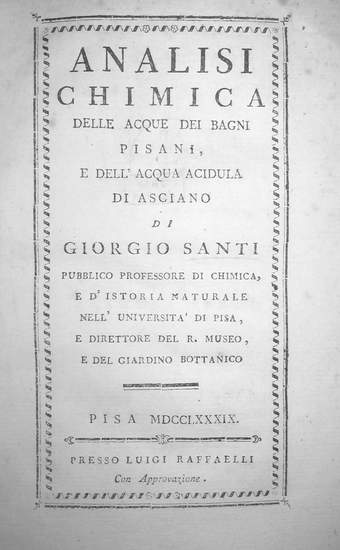
Analisi chimica della acque dei Bagni Pisani(1789)

- Analisi chimica delle acque dei bagni pisani e dell'acqua acidula di Asciano (1789)
- Viaggi per la Toscana (1795-1806) (tradotto in francese nel 1802 Voyage au Montamiata et dans le Siennois, contenant des observations nouvelles sur la formation des volcans, l’histoire geologique, mineralogique et botanique de cette partie de l’Italie par le docteur George Santi ... traduit par Bodard ...Tome premier [-second], Lyon, Bruyset ainé et comp., an 10 (1802); in tedesco George Santi, Professor zu Pisa, naturhistorische Reise durch einen Theil von Toscana. Nebst einem Kupfer. Aus dem Jtalienischen übersetzt von Gerasimus Constantini von Gregorini, Doctor der Arzneykunst ... durchgesehen, mit einer Vorrede und einigen Anmerkungn begleitet von Kurt Sprengel, Doctor der Arzneykunde ..., Halle, bey Johann Jacob Geb, 1800). Ristampa recente: Whitefish, MT, Kessinger Publishing, 2010.